# Min Bei

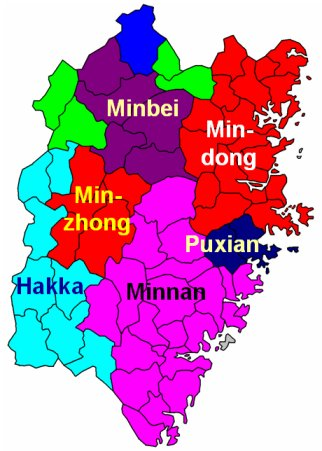
Dialekte der Provinz Fujian

Min Bei (chinesisch 閩北語 / 闽北语, Pinyin Mǐnběiyǔ, auch 閩北話 / 闽北话,  Mǐnběihuà) oder Nördliches Min ist eine chinesische Sprache, nach offizieller Darstellung ein Dialekt.
Es wird in der Gegend von Jian’ou in der Provinz Fujian gesprochen. Linguisten sehen Min Bei – neben Min Nan und Min Dong – als einen der Hauptdialekte von Min an.